# گیلدندال
گیلدندال (انگلیسی: Gyldendal) شرکت انتشارات نروژی است، که در سال ۱۹۲۵ تأسیس شد.